# Jason Silva
Jason Alejandro Silva Pérez (Santiago del Cile, 13 febbraio 1991) è un calciatore cileno, centrocampista dell'Olmedo.

## Caratteristiche tecniche
È un centrocampista.